# VOLMET放送
VOLMET放送（ボルメットほうそう）とは、航行中の航空機に対し、音声により主要空港周辺の気象情報を提供する対空送信である。“放送”と通称されるが、放送法に基づく放送ではない。

## 概要
VOLMETとは、フランス語の"vol météorologique"（航空機向け気象情報の意）に由来する。VOice Language METeorological reportの略である。
周波数は短波が主であるが、地域によってはVHFで送信している（ヨーロッパ地域）。電波型式は短波がUSB、VHFがAMである。これらとは別にデジタル通信のD-VOLMET がある。
日本は太平洋ボルメット地域に属しており、気象庁気象衛星センターで作成したデータを送信している。電波法令上は特別業務の局による同報通信であり、地上基幹放送局による地上基幹放送ではない。
1959年4月 - 臼井送信所（現・千葉県佐倉市江原台、現存せず）からAMにより開始
1981年9月 - 名崎送信所（現・茨城県古河市）に移転
1982年2月 - USB化
2009年3月4日 - 鹿児島県漁業無線局（鹿児島県鹿児島市）に移転
- コールサイン 東京（とうきよう）
- 周波数 2863kHz,6679kHz,8828kHz,13282kHz
- 電波型式 USB
- 送信時刻 毎時10分および40分

日本周辺以外では、ICAO刊行物（Air Navigation Plan）を参照のこと。ただし、一部では廃止した国がある。
- 地域により内容が多少異なるが、各空港のMETAR、TREND（発表される空港のみ）、代表的空港のTAF、受持ちFIR内のSIGMETが含まれるのが一般的である。
- 空港の移転や改称により空港の名称は変遷している（例：1994年9月2日23:40(JST)の放送まで関西国際空港は大阪国際空港、2001年3月28日23:40(JST)の放送まで仁川国際空港は金浦空港、2005年2月16日23:40(JST)の放送まで中部国際空港は名古屋空港であった）。

現在は音声合成装置と自動送出装置を使うことで自動化されているが、1980年代までは担当者が生放送の形で読み上げて送信していた。

## 文例
東京ボルメット
All stations this is TOKYO mets report 1200. NARITA, NARITA, 120 degrees 4 knots, visibility 10km, sky clear, temperature 20, dew point 15, QNH 1015, NOSIG. TOKYO, TOKYO, calm, visibility 10km, few 1500 feet, temperature 22, dew point 20, QNH 1015. NEW-CHITOSE, NEW-CHITOSE, 340 degrees 2 knots, visibility 1000m, runway 01R, RVR 1500m, runway 01L, RVR 1500m, snow, few 300 feet, broken 600 feet, overcast 1500 feet, temperature -10, dew point -10, QNH 1000. CHUBU CENTRAIR, CHUBU CENTRAIR, variable 6 knots, CAVOK, temperature 14, dew point 10, QNH 1017, NOSIG. KANSAI, KANSAI, 140 degrees 8 knots, maximum 15 knots, visibility 10km, haze, temperature 21, dew point 15, QNH 1019, wind 150 degrees 4 knots. FUKUOKA, FUKUOKA, 250 degrees 7 knots, visibility 6km, mist, temperature 21, dew point 16, QNH 1019, INCHEON, INCHEON, 300 degrees 12 knots, visibility 10 km, rain, scatterd 1500 feet, few 2500 feet cumulonimbus, broken 3000 feet, temperature 15, dew point 12, QNH 1015, NOSIG. Forecast between 1200 and 2400. NARITA, 100 degrees 6 knots, visibility 10km. KANSAI, 120 degrees 6 knots, visibility 10km. I say again. NARITA, NARITA, 120 degrees 4 knots, visibility 10km, sky clear, temperature 20, dew point 15, QNH 1015. TOKYO out.
和訳（概略）
各局、こちらは東京、12時の気象通報。成田国際空港は（風向）120度（東南東の風）から4ノット（風速2メートル/秒）、視程10キロ、晴れ、気温摂氏20度、露点温度摂氏15度、QNH1015ヘクトパスカル、天候の変動はない模様。東京国際空港（羽田）は風が静穏、視程10キロ、1500フィートにfew（若干）の雲、気温摂氏22度、QNH1015ヘクトパスカル。新千歳空港は風が340度から2ノット、視程1000メートル、01番右滑走路にてRVR（滑走路視距離）が1500メートル、01番左滑走路にてRVRが1500メートル、雪。雲は300フィートにfew、600フィートにおいてbroken（切れ目あり）、1500フィートではovercast（全面）。気温氷点下10度、露点氷点下10度、QNH1000ヘクトパスカル。中部セントレア（中部国際空港）、風向は変動していて6ノット、天気良好、気温14度、露点温度10度、QNH1017ヘクトパスカル。関西国際空港、風が140度から8ノット最大15ノット（中略）。福岡空港は風が250度から7ノット、視程6キロ、もや（中略）。仁川国際空港は風が300度から12ノット、視程10キロ、雨。1500フィートにscattered（散在している）、2500フィートにfewの積乱雲、3000フィートでbroken（中略）。12時から24時までの予報。成田国際空港は風が100度から6ノット、視程10km。関西国際空港は（中略）。繰り返し成田の気象通報（中略）気圧1015hPa、東京から終わります。

## 用語
NOSIG2時間以内に天候の大きな変化はない見込み（No Significant Changeの略　“ノーシグ”と発音）。TREND報の一種。
CAVOK天候非常に良好（Visibility,cloud and present weather better than prescribedvalues or conditionsの略　“カヴオーケイ”と発音）
VRB風向が変動している（variable）。風向変動幅は風速3ノット以下の場合60度以上、4ノット以上の場合180度以上。
NSC悪天を及ぼす雲がない（Nil Significant Cloudの略 “nil”は無、ゼロの意）
SKC快晴（Sky Clear）。雲がない状態。
FEW若干の雲（few）。雲量にして1/8〜2/8。
SCT散在した雲（scattered）。雲量にして3/8〜4/8。
BKN多いが隙間のある雲（broken）。雲量にして5/8〜7/8。
OVC全天の雲（overcast）。雲量にして8/8。ちなみにBKN、OVCの雲（すなわち5/8以上の雲量）がある時、その高さをシーリングと呼ぶ。
BECMG次第に（Becoming）
TEMPO一時的に（temporary）
FIR飛行情報区（Flight Information Region）
SIGMET空域悪天情報

## 太平洋ボルメットの時間と周波数
| 時刻          | 識別信号                                  | 周波数                           |
| ------------- | ----------------------------------------- | -------------------------------- |
| 毎時00分,30分 | HONOLULU VOLMET（ハワイ地域）             | 2863kHz,6679kHz,8828kHz,13282kHz |
| 毎時05分,35分 | HONOLULU VOLMET（米国西海岸）             | 2863kHz,6679kHz,8828kHz,13282kHz |
| 毎時10分,40分 | TOKYO                                     | 2863kHz,6679kHz,8828kHz,13282kHz |
| 毎時15分,45分 | HONGKONG VOLMET                           | 6679kHz,8828kHz,13282kHz         |
| 毎時20分,50分 | AUCKLAND                                  | 6679kHz,8828kHz,13282kHz         |
| 毎時25分,55分 | HONOLULU VOLMET（アラスカ、バンクーバー） | 2863kHz,6679kHz,8828kHz,13282kHz |

東京VOLMETは、福岡FIRのうち旧東京FIR部分と仁川FIRを受け持つ。福岡FIRのうち旧那覇FIR部分は香港VOLMETが受け持っている。
うちHONOLULU VOLMETについては、FAAのAIP GEN3.4-16(Eff:02Dec2021)上で「HONOLULU」の欄から短波帯の周波数が削除された。マウイ島およびオアフ島に設置されているリモートSDR受信設備でも受信不可のため、短波帯におけるHONOLULU VOLMETは廃止されたと考えられる。